# São Mateus Airport
São Mateus Airport (portugisiska: Aeroporto de São Mateus, franska: Aéroport de São Mateus) är en flygplats i Brasilien.   Den ligger i kommunen São Mateus och delstaten Espírito Santo, i den sydöstra delen av landet, 900 km öster om huvudstaden Brasília. São Mateus Airport ligger 30 meter över havet.
Terrängen runt São Mateus Airport är platt, och sluttar österut. Närmaste större samhälle är São Mateus, 2,7 km väster om São Mateus Airport.
Omgivningarna runt São Mateus Airport är en mosaik av jordbruksmark och naturlig växtlighet.